# Eric (minisèrie)
Eric és una minisèrie de televisió de thriller psicològic britànic de sis parts creada per al servei d'estríming de Netflix, protagonitzada per Benedict Cumberbatch. El guió va ser escrit per Abi Morgan amb Lucy Forbes a la direcció i Holly Pullinger a la producció. La sèrie es va estrenar el 30 de maig de 2024 amb subtítols al català.

## Sinopsi
En Vincent és un titellaire de la Nova York de la dècada del 1980, el fill del qual, l'Edgar, de nou anys, ha desaparegut. El comportament cada cop més volàtil d'en Vincent l'allunya dels seus amics i dels familiars. Després de problemes amb l'abús de substàncies, en Vincent es convenç que pot retrobar-se amb l'Edgar amb l'ajuda del seu titella de dos metres d'alçada, l'Eric.

## Producció

### Desenvolupament
Netflix va encarregar la sèrie de sis parts el novembre de 2021 per a les productores Little Chick i Sister.
El guió va ser escrit per Abi Morgan amb Lucy Forbes dirigint i fent de productora executiva. Holly Pullinger va produir la sèrie amb Cumberbatch com a protagnista i productor executiu. Jane Featherstone i Lucy Dyke de Sister també van ser productores executives, i Morgan també va ser-ne la productora executiva a través de Little Chick.

### Càsting
El febrer de 2023, es va revelar que s'unirien a Cumberbatch al repartiment Gaby Hoffmann, McKinley Belcher III, Dan Fogler, Clarke Peters, Ivan Morris Howe, Phoebe Nicholls, David Denman, Bamar Kane, Adepero Odyue, Alexis Molnar i Roberta Colindrez. Més tard el mateix mes, Jeff Hephner i Wade Allain-Marcus es van unir al repartiment.

### Rodatge
La fotografia principal va començar a principis del 2023 amb llocs de rodatge com Budapest i Nova York. Cumberbatch va ser fotografiat pels mitjans de comunicació al carrer amb ulleres i una gavardina de color verd fosc.